# Yuncler
Yuncler ist ein Ort und eine zentralspanische Gemeinde (municipio) mit 5.033 Einwohnern (Stand: 2024) in der Provinz Toledo im Norden der Autonomen Gemeinschaft Kastilien-La Mancha. 

## Lage und Klima
Yuncler liegt etwa 45 km (Fahrtstrecke) südsüdwestlich von Madrid und etwa 27 km nordnordöstlich von Toledo in der historischen Provinz La Mancha in einer Höhe von ca. 535 m. Durch die Gemeinden führen die Autovía A-42 und die Autopista AP-41. 
Das Klima im Winter ist rau, im Sommer dagegen trocken und warm; der spärliche Regen (ca. 447 mm/Jahr) fällt überwiegend in den Wintermonaten.

## Bevölkerungsentwicklung
| Jahr      | 1970 | 1981 | 1991 | 2001 | 2011 | 2021 |
| Einwohner | 1558 | 1627 | 1784 | 1858 | 3573 | 4344 |

Trotz der zunehmenden Mechanisierung der Landwirtschaft und der Aufgabe bäuerlicher Kleinbetriebe ist die Bevölkerung – hauptsächlich durch Zuwanderung – seit den 2000er Jahren deutlich angestiegen.

## Sehenswürdigkeiten
- Magdalenenkirche (Iglesia de San María Magdalena) aus dem 15. Jahrhundert

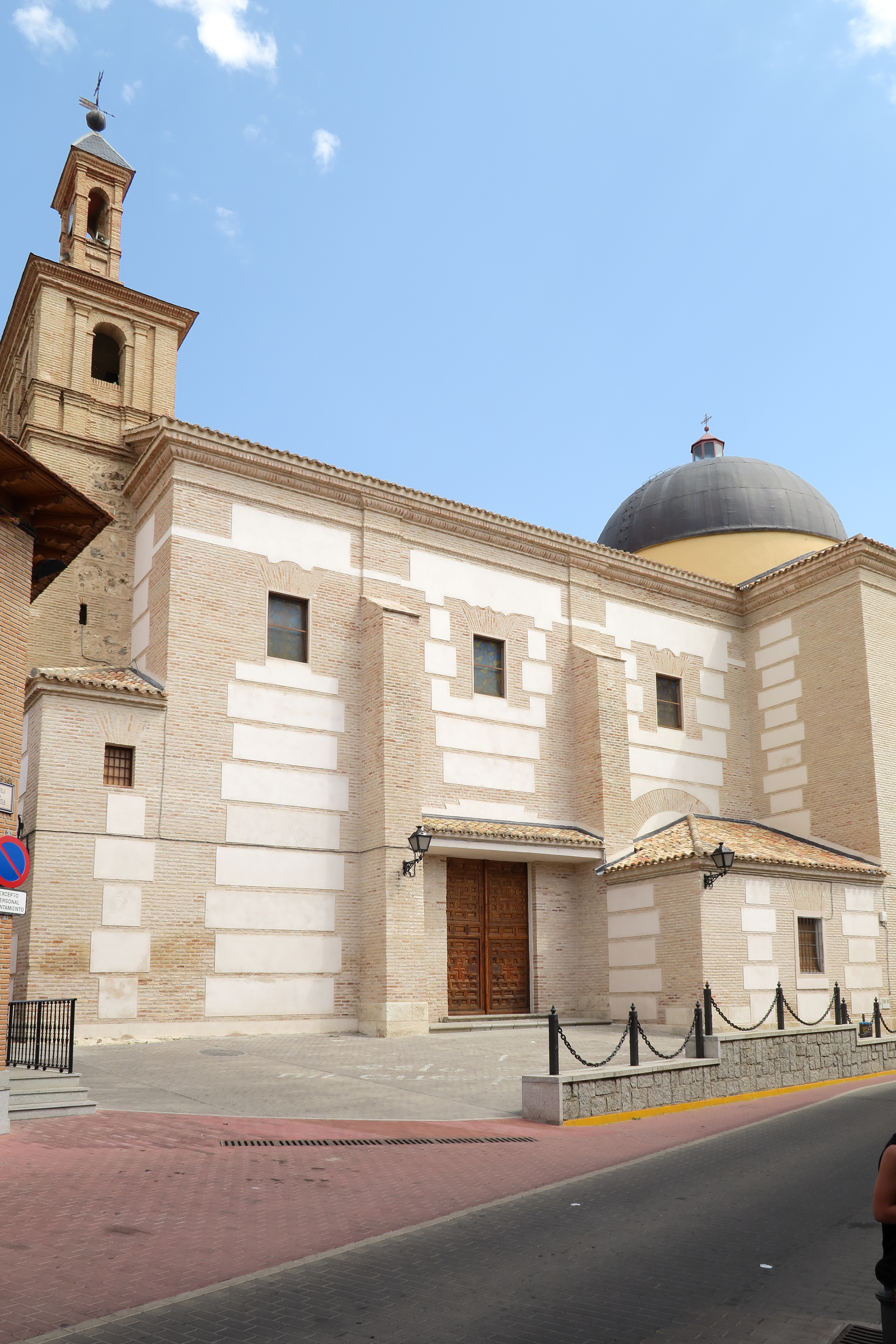
Magdalenenkirche
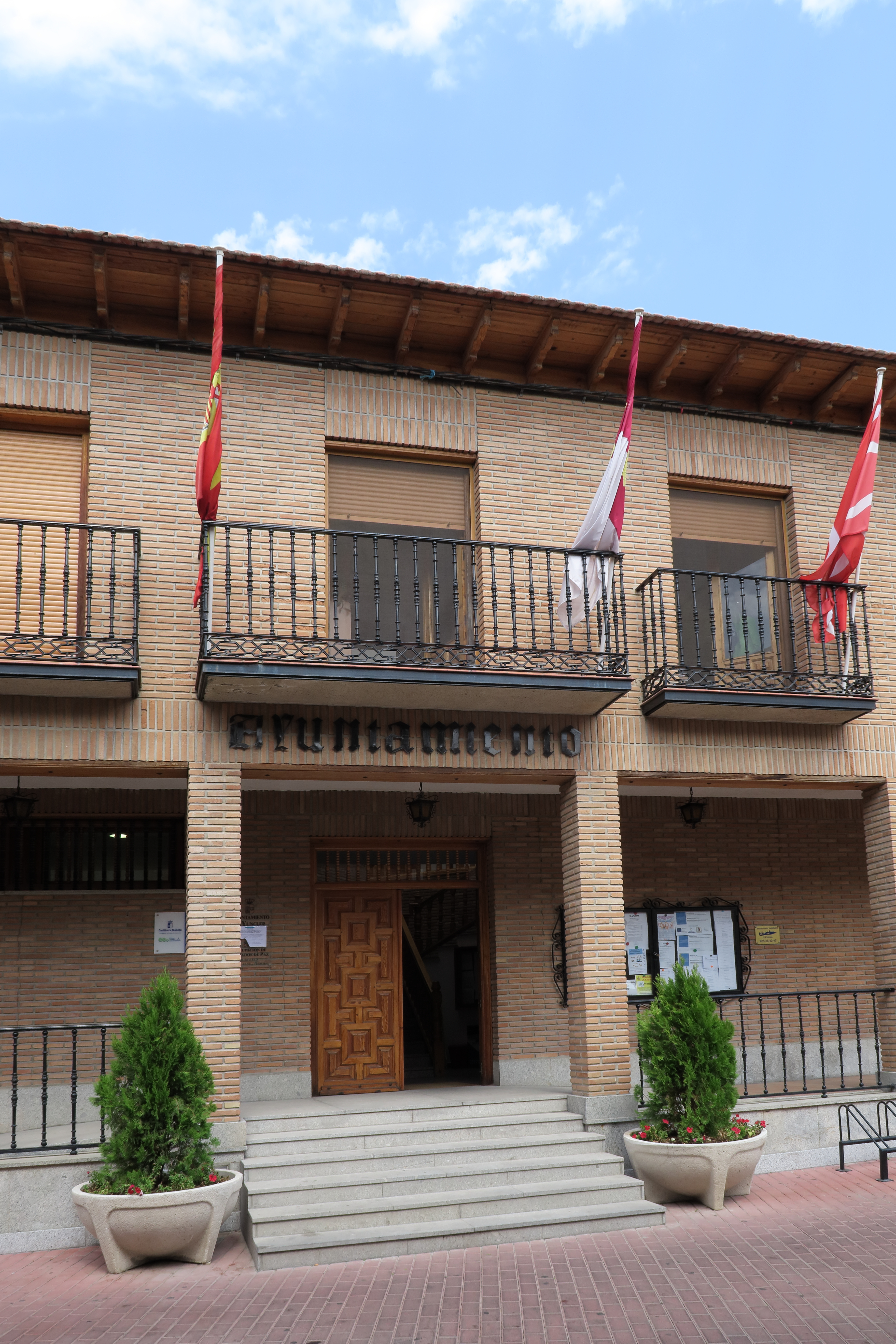
Rathaus